# Блекінге (лен)

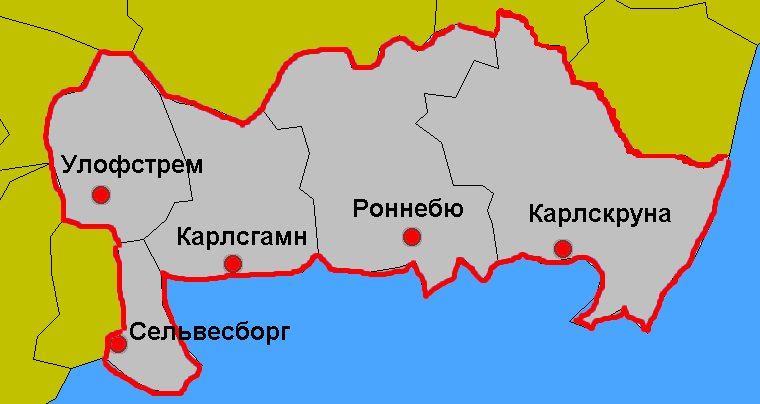
Комуни лену Блекінге

Блекінге (швед. Blekinge län) — лен, розташований на південно-східному узбережжі Швеції в провінції (ландскапі) Блекінге. Межує з ленами Крунуберг, Кальмар і Сконе. Найменший за площею лен Швеції. Центральне місто — Карлскруна. Герцогинею Блекінге є шведська принцеса Адріена.

## Адміністративний поділ
Адміністративно лен Блекінге ділиться на 5 комун:
1. Комуна Карлсгамн (Karlshamns kommun)
2. Комуна Карлскруна (Karlskrona kommun)
3. Комуна Роннебю (Ronneby kommun)
4. Комуна Сельвесборг (Sölvesborgs kommun)
5. Комуна Улофстрем (Olofströms kommun)